# Kyrle Bellew

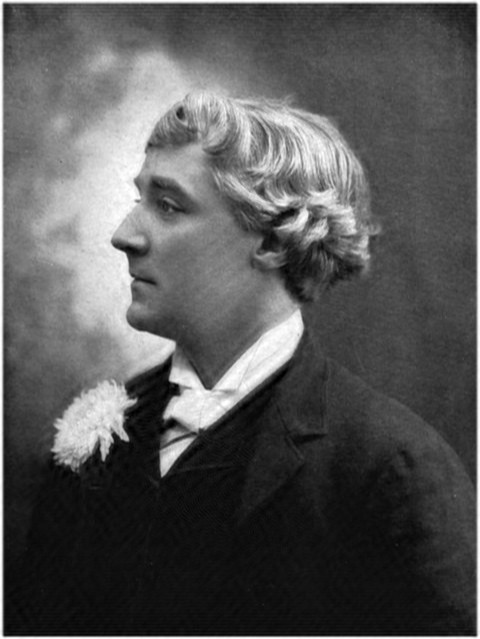
Kyrle Bellew

H. Kyrle Bellew, född 28 mars 1855 i Calcutta, Indien, död 2 november 1911 Salt Lake City, Utah, var en amerikansk skådespelare, far till skådespelaren Cosmo Kyrle Bellew.

## Filmografi
- 1905 – A Gentleman of France
- 1905 – Adventures of Sherlock Holmes